# WCW Women's Cruiserweight Championship
Le WCW Women's Cruiserweight Championship est un ancien titre de la World Championship Wrestling, en collaboration avec la fédération de catch féminin japonaise, la Gaea Japan.

## Histoire
Le WCW Women's Cruiserweight Championship est introduit à la World Championship Wrestling, avec un partenariat signé avec la Gaea Japan, fédération de catch féminin japonaise.
Le 31 mars 1997, un tournoi débute à WCW Monday Nitro pour déterminer la première championne. Toute candidate devait avoir un poids inférieur à 130 livres. Une semaine plus tard, à WCW Main Event, la finale oppose Malia Hosaka à Toshie Uematsu et voit la victoire de Uematsu.
Le titre va ensuite s'exiler au Japon, pour être défendu à la Gaea. Le titre change de main, le 19 juillet 1997, remporté par Yoshiko Tamura. Plus tard, le titre est remporté par Sugar Saito, le 20 septembre 1997. Elle sera la dernière catcheuse à porter ce titre.
En effet, à la fin de l'année 1997, le titre est retiré après la fin du contrat entre la WCW et la Gaea.

## Tableau des championnes
| # | Championne     | Date              | Nombre de jours | Événement                              | Match |
| - | -------------- | ----------------- | --------------- | -------------------------------------- | --- |
| 1 | Toshie Uematsu | 7 avril 1997      | 104 jours       | WCW Main Event                         | Victoire face à Malia Hosaka en finale d'un tournoi, pour couronner la première WCW Women's Cruiserweight Championship |
| 2 | Yoshiko Tamura | 19 juillet 1997   | 63 jours        | The Dream & Future ~ 2nd Jr. All Stars | Victoire face à Toshie Uematsu                                                                                         |
| 3 | Sugar Saito    | 20 septembre 1997 | -               | -                                      | Victoire face à Yoshiko Tamura                                                                                         |